# Hermann Flamm
Hermann Flamm (* 7. September 1871 in Günterstal; † 17. Januar 1915 in Freiburg im Breisgau) war ein deutscher Historiker und Archivar.

## Leben
Der als Sohn eines Metzgermeisters geborene Hermann Flamm war als Folge einer Polioinfektion als Kind schwer behindert, sein linkes Bein war gelähmt und er konnte sich nur mühsam fortbewegen. Nach dem Abitur 1893 studierte er an der Universität Freiburg Jura, Geschichte und Nationalökonomie. 1905 wurde er an der rechts- und staatswissenschaftlichen Fakultät bei Carl Johannes Fuchs promoviert.
Noch während seines Studiums begann er 1898 am Stadtarchiv Freiburg mit den Arbeiten zum Freiburger Häuserbuch, das er 1903 vollenden konnte. 1898 gab er zusammen mit dem Freiburger Verleger Josef Waibel auch zwei Bände einer neuen erweiterte und illustrierte Ausgabe der Sammlung Badisches Sagenbuch heraus. Ab 1904 war er als Hilfsarbeiter für das Stadtarchiv Freiburg tätig. Erst 1909 wurde er als „außerordentlicher Hilfsarbeiter“ für das Stadtarchiv unter Peter Paul Albert und für den städtischen Konservator Max Wingenroth angestellt. 1914 kam es zu einem Zerwürfnis mit Albert, Flamm wollte das Stadtarchiv verlassen.
Er war Mitglied im 1902 gegründeten „Verein für ländliche Wohlfahrtspflege in Baden“ und gehörte bei dessen Fusion mit dem „Verein für Volkskunde“ 1909 zu den Gründungsmitgliedern des Vereins „Badische Heimat“ und war von 1909 bis zu seinem Tod dessen Schriftführer. Ab 1908 war er Schriftleiter der Zeitschrift „Dorf und Hof“, ab 1913/14 Schriftleiter der Zeitschrift. „Mein Heimatland“.
Er publizierte auf dem Gebiet der Freiburger Stadtgeschichte, zur badischen Volkskunde sowie zu sozial- und kirchenpolitischen Fragen.

## Veröffentlichungen (Auswahl)
- Häuserstand 1400–1806 (= Geschichtliche Ortsbeschreibung der Stadt Freiburg im Br. Band 2). Freiburg 1903.
- Der wirtschaftliche Niedergang Freiburgs im Br. und die Lage des städtischen Grundeigentums im 14. und 15. Jahrhundert (= Volkswirtschaftliche Abhandlungen der badischen Hochschulen. 8 Ergänzungsbd. 3). Braun, Karlsruhe 1905 (= Dissertation).